# Штрак, Герман Леберехт
Герман Леберехт Штрак (нем. Hermann Leberecht Strack, 6 мая 1848, Берлин — 5 октября 1922, Берлин) — немецкий протестантский богослов, востоковед и гебраист.

## Биография
Герман Леберехт Штрак родился 6 мая 1848 года в городе Берлине.
В 1873 году он был командирован прусским правительством в столицу Российской империи город Санкт-Петербург для исследования отдела рукописей Императорской Публичной библиотеки и вместе с А. Гаркави составил описание библейских рукописей, изданное в 1875 году под заглавием: «Katalog der hebräischen Bibelhandschriften in St.-Petersburg». 
С 1877 года Штрак занимал пост профессора Берлинского университета. 
Наиболее известные труды Штрака: «Die Sprüche der Väter» (2-е изд., 1888); «Hebräische Grammatik» (5-е изд., 1894); «Elementarschule und Lehrerbildung in Russland» (в «Russlands Unterrichtswesen», 1882); «Lehrbuch der neuhebräischen Sprache und Litteratur» (вместе с Зигфридом, 1884); «Einleitung in das Alte Testament» (4-е изд., 1895); «Hebräisches Vokabularium» (4-е изд., 1894); «Der blutaberglaube bei Christen und Juden» (4 изд., 1892); «Einleitung in den Talmud» (2-е изд., 1894). Ему же принадлежит брошюра против Адольфа Штёккера под заглавием «Herr Adolf Stöcker» (1886).
Герман Леберехт Штрак умер 5 октября 1922 года в родном городе.